# Anisocapparis
Anisocapparis, monotipski biljni rod, dio je tribusa Cappareae. Jedina vrsta je A. speciosa. Domaće područje ove vrste je Bolivija do zapadnog središnjeg Brazila i sjeverne Argentine. To je grm ili drvo i uglavnom raste u sezonski suhim tropskim biomima.
Rod je opisan u Journal of the Botanical Research Institute of Texas 2(1): 62–67, f. 1, 2, 4 a, b. 2008.

## Sinonimi
- Capparis malmeana Gilg; Bot. Jahrb. Syst. 25: Beibl. 60: 23 (1898)
- Capparis pruinosa Griseb.; Abh. Königl. Ges. Wiss. Göttingen 24: 18 (1879)
- Capparis speciosa f. malmeana (Gilg) Hassl.; Repert. Spec. Nov. Regni Veg. 12: 254 (1913)
- Capparis speciosa Griseb.; Abh. Königl. Ges. Wiss. Göttingen 24: 18 (1879), et ex Hassl., Fedde, Repert. 12: 253 (1913), descr. emend.
- Capparis speciosa var. lanceolata Kuntze; Revis. Gen. Pl. 3(2): 7 (1898)
- Capparis speciosa var. ovata Kuntze; Revis. Gen. Pl. 3(2): 7 (1898)
- Capparis speciosa var. pruinosa (Griseb.) Hassl.; Repert. Spec. Nov. Regni Veg. 12: 254 (1913)
- Morisonia speciosa (Griseb.) Christenh. & Byng; Global Fl. 4: 142 (2018)